# Approximately Infinite Universe
Approximately Infinite Universe è il terzo album di Yōko Ono pubblicato nel 1973. Rappresenta un allontanamento dall'avant-garde dei suoi primi album passando al rock femminista.

## Descrizione
L'album venne registrato agli studi Record Plant di New York, fatta eccezione per le tracce base di Catman e Winter Song, che furono registrate presso i Butterfly Studios. Ono produsse il disco insieme a John Lennon, la cui partecipazione segnò una rara parentesi musicale per lui dopo il fallimento nel 1972 del doppio album "politico" Some Time in New York City della coppia. Lennon cantò inoltre l'ultima strofa della canzone I Want My Love to Rest Tonight. Come in occasione dell'album precedente, Yoko Ono si avvalse della collaborazione degli Elephant's Memory come band d'accompagnamento. Capitato lì per caso, Mick Jagger partecipò a qualche sessione in studio. Egli ricordò di avere suonato la chitarra insieme a Lennon. Jagger disse anche che la Ono "stava davvero cercando di cantare correttamente": «Non sta urlando, sta davvero cercando di cantare».

## Tracce

### Disco 1
1. Yang Yang – 3:50
2. Death of Samantha – 6:22
3. I Want My Love to Rest Tonight – 5:11
4. What Did I Do – 4:12
5. Have You Seen a Horizon Lately – 1:57
6. Approximately Infinite Universe – 3:21
7. Peter the Dealer – 4:46
8. Song for John – 2:06
9. Catman (The Rosies Are Coming) – 5:34
10. What a Bastard the World Is – 4:35
11. Waiting for the Sunrise – 2:33

### Disco 2
1. I Felt Like Smashing My Face In a Clear Glass Window – 4:09
2. Winter Song – 3:18
3. Kite Song – 3:18
4. What a Mess – 2:41
5. Shiranakatta (I Don't Know) – 3:11
6. Air Talk – 3:22
7. I Have a Woman Inside My Soul – 5:33
8. Move on Fast – 3:43
9. Now or Never – 5:49
10. Is Winter Here to Say? – 4:22
11. Looking Over From My Hotel Window – 3:36
12. Dogtown – 2:51
13. She Gets Down on Her Knees – 2:45

## Formazione
- Yōko Ono - voce, pianoforte
- Richard Frank Jr. - batteria, percussioni
- Daria Prince - nacchere
- Gary Van Scyoc - basso, tromba
- Adam Ippolito - pianoforte, organo, harmonium, tromba
- Wayne Gabriel - chitarra
- Joel Nohnn (John Lennon) - chitarra, cori
- Stan Bronstein - sax, flauto, clarinetto